# Assoziationsbahn
Als Assoziationsbahn werden die miteinander verbündelten Neuriten verschiedener Nervenzellen bzw. „Assoziationszellen“ der Großhirnrinde im Bereich des Isocortex bezeichnet. Als einzelne Neuriten solcher Leitungsbahnen werden sie auch als „Assoziationsfaser“ benannt.(a) Sie verbinden mit einzelnen Assoziationsfasern oder gemeinsam als Nervenbahn verschiedene Rindenfelder oder genauer Assoziationsfelder einer Hirnhemisphäre miteinander, sei es benachbarter Gyri oder von weiter entfernten Hirnwindungen, wobei sie eine oder zwei Windungen überspringen (Fibrae arcuatae). Auch von einem Hirnlappen zum anderen reichen diese Verbindungen. Sie gehören damit zum horizontalen Leitungssystem im Gegensatz zu den als vertikal ausgerichteten Projektionsbahnen. Es handelt sich so um einen Zusammenschluss von Nervenfasern ausgehend von Nervenzellen, die weder als primäre Projektionsfelder noch als Ursprung motorischer Bahnen zu betrachten sind. Assoziationsbahnen unterscheiden sich damit auch von Kommissurenbahnen, die entsprechende Felder beider Hirnhemisphären miteinander verbinden. Bei den Assoziationsfeldern handelt es sich um Rindengebiete aller Hirnlappen, also auch von Rindengebieten, die über die gesamte Hirnrinde verteilt sind. Die Assoziationsbahnen sind doppelläufig angelegt. Das heißt, sie enthalten Informationen leitende Impulse in einer Richtung und wieder zurück. Dies heißt, dass die sendenden Rindenfelder auch empfangende Nervenzellen aufweisen.(a)

## Kommissuren
Auch die Kommisurenbahnen bestehen aus Assoziationsfasern. Der Unterschied zu den eigentlichen Assoziationsbahnen liegt darin, dass sie die gleichen Teile der beiden Hirnhälften bzw. Hemisphären miteinander verbinden.(b)

## Geschichte der Forschung
Man hat die Existenz der Assoziationsbahnen einerseits mit höheren geistigen Leistungen in Verbindung gebracht, andererseits im Rahmen der Assoziationspsychologie versucht, komplexe Hirnleistungen wie Gedächtnis und Denken auf elementare Bewusstseinsinhalte zu reduzieren, vgl. a. → Elementenpsychologie.(b) Diese Leistungen wurden seit der Antike und bis heute im Rahmen der Assoziationspsychologie aufmerksam beobachtet und teilweise konflikthaft vertreten. Carl Wernicke (1848–1905) hat sich in Deutschland für eine eigene Assoziationstheorie eingesetzt. Danach wird das Seelenleben vorgestellt als in seinen Elementen und Zusammenhängen identisch mit den Elementen und Strukturen des Gehirns.(a) Wernicke war beispielsweise Anhänger von Begriffen wie Psychischer Reflexbogen, um komplexe psychische Leistungen einfacher zu verständlich zu machen.(b) Seelische Störungen wurden aus seiner Theorie heraus als Unterbrechungen oder Durchtrennung der Assoziationsbahnen bewertet (Sejunktionstheorie).(c) Wenn sich diese Theorie in ihrer umfassenden Anwendung auf fast alle psychischen Krankheiten auch nicht durchsetzen konnte,(a) so wurde die Assoziation bei der Schizophrenie insbesondere durch Eugen Bleuler (1857–1939) doch als Grundsymptom angesehen.(b) (c) Wernicke hat verblüffende Ähnlichkeiten im Aufbau der funktionellen Teile des Zentralnervensystems aufgezeigt. Diese erstrecken sich auf den strukturell-anatomischen, funktionell-physiologischen und leistungspsychologischen Gesichtspunkt des Zentralnervensystems. Solche Gesichtspunkte dürfen jedoch nicht verallgemeinert werden und zu fraglichen oder falschen deduktiven Annahmen führen.(d) Als Merkmal und zugleich zur Kritik Anlass gebendes Kennzeichen der klassischen deutschen Psychiatrie bleibt das Postulat der Gehirnschädigung bei Endogenen Psychosen im triadischen System der Psychiatrie aufgestellt.